# عشم (فلم)
عشم فيلم مصري من إنتاج عام 2013.

## قصة الفيلم
تدور أحداث الفيلم حول خلفية الاضطرابات خلال فترة ما قبل ثورة 25 يناير 2011 عارضا قصص لستة أزواج في مراحل مختلفة تعبر عن الطموح والسعادة وخيبات الأمل فعشم بائع متجول يربط بين تلك الحالات الاجتماعية معبرا عن قمة تفاؤله حول مستقبل مصر.

## بطولة
- محمد خان
- سلوى محمد علي
- محمود اللوزي
- أمينة خليل
- نجلاء يونس
- سلمى سالم
- سيف الأسواني
- مينا النجار
- هاني سيف
- مروة ثروت
- منى الشيمي

## روابط خارجية
- مقالات تستعمل روابط فنية بلا صلة مع ويكي بيانات